# Boleyn Ground
Boleyn Ground, někdy mylně nazýván podle stanice metra Upton Park, je uzavřený fotbalový stadion, který se nachází ve východním Londýně. V letech 1904] až 2016 byl stadion domovem ligového celku West Ham United FC. Stadion byl v devadesátých letech také krátce využíván jiným londýnským ligovým klubem a to Charltonem Athletic, který se sem uchýlil kvůli svým tehdejším finančním problémům.
Kapacita stadionu byla až do uzavření 35 016 diváků. Před začátkem sezóny 2016/17 se West Ham United přestěhoval na relativně nový Olympijský stadion ležící ve Stratfordu. Poslední zápas hrající se na Boleyn Ground byl uskutečněn 10. května 2016, kdy West Ham porazil v ligovém zápase Manchester United FC poměrem 3:2. Po uzavření stadionu se začalo s demoličními pracemi na stadionu, který byly ukončeny na počátku roku 2017. Na místě stadionu se začalo s výstavbou nových obytných prostorů pod obchodním názvem Upton Gardens.

## Jiné sportovní události
12. února 2003 se hrál na stadionu mezistátní přátelský zápas mezi Anglií a Austrálií, zápas skončil výsledkem 3:1 pro australský reprezentační výběr. Zápas je dnes znám pro reprezentační debut Wayna Rooneyho, nejlepší anglického reprezentačního střelce v historii.
9. května 2012 byl stadion Boleyn Ground potvrzen jako místo boje boxerů Davida Haye a Derecka Chisora, který byl ale 14. července 2012 sankcionován Lucemburskou boxerskou federací. Samotný boxerský zápas poté vyvolal v tisku hodně polemik, protože ani jeden ze zmíněných boxerů nevlastnil licenci britské organizace British Boxing Board of Control.
V listopadu 2014 se zde odehrál mezistátní přátelský zápas mezi Argentinou a Chorvatskem. Zápas skončil výsledkem 2:1 pro argentinský výběr, v kterém mimo jiné nastoupil bývalý vynikající útočník West Hamu Carlos Tevez.

### Přehled reprezentačních utkání
| Přátelský zápas 12. prosince 2002 | Anglie U20 | 0 – 2 | Švýcarsko U20                       | Londýn                                |  |  |
|                                   |            |       | Nicolas Weber 44' Yassin Mikari 88' | Stadion: Boleyn Ground Diváci: 11 000 |  |  |
|                                   |            |       |                                     |                                       |  |  |

| Přátelský zápas 12. února 2003 | Anglie              | 1 – 3 | Austrálie                                           | Londýn                                |  |  |
|                                | Francis Jeffers 69' |       | Tony Popovic 17' Harry Kewell 41' Brett Emerton 83' | Stadion: Boleyn Ground Diváci: 34 590 |  |  |
|                                |                     |       |                                                     |                                       |  |  |

| Přátelský zápas 12. listopadu 2014 | Argentina                                   | 2 – 1 | Chorvatsko       | Londýn                 |  |  |
|                                    | Cristian Ansaldi 49' Lionel Messi 59' (pen) |       | Anas Šarbini 11' | Stadion: Boleyn Ground |  |  |
|                                    |                                             |       |                  |                        |  |  |